# 波叶栝楼
波叶栝楼（学名：Trichosanthes cucumeroides var. dicoelosperma）为葫芦科栝楼属下的一个变种。